# قطار بی‌رحم
قطار بی‌رحم (انگلیسی: Cruel Train) یک مجموعه تلویزیونی جنایی بریتانیایی است که در سال ۱۹۹۶ از شبکهٔ بی‌بی‌سی دو پخش شد.

## بازیگران
- دیوید سوشی
- ساسکیا ریوز
- آدریان دونبار
- آلک مک‌کاون
- جاناتان مور
- مینی درایور
- ملانی هیل
- پاتریک گادفری